# Verein für Bewegungsspiele Lübeck von 1919 1962-1963
Questa voce raccoglie le informazioni riguardanti il Verein für Bewegungsspiele Lübeck von 1919 nelle competizioni ufficiali della stagione 1962-1963.

## Stagione
Nella stagione 1962-1963 il Lubecca, allenato da Heinz Spundflasche, concluse il campionato di Oberliga nord al 16º posto.

## Rosa
| N. |                     | Ruolo | Calciatore        |
| -- | ------------------- | ----- | ----------------- |
|    | Germania (bandiera) | P     | Klaus Alves       |
|    | Germania (bandiera) | D     | Jürgen Brinckmann |
|    | Germania (bandiera) | D     | Heinz Ladewig     |
|    | Germania (bandiera) | D     | Wilhelm Lindemann |
|    | Germania (bandiera) | D     | Rolf Meyer        |
|    | Germania (bandiera) | D     | Jürgen Peterson   |
|    | Germania (bandiera) | D     | Wolfgang Schröder |
|    | Germania (bandiera) | D     | Winfried Schülke  |
|    | Germania (bandiera) | D     | Klaus Thomes      |
|    | Germania (bandiera) | C     | Peter Ambrosius   |

| N. |                     | Ruolo | Calciatore        |
| -- | ------------------- | ----- | ----------------- |
|    | Germania (bandiera) | C     | Wolfgang Henke    |
|    | Germania (bandiera) | C     | Horst Hermann     |
|    | Germania (bandiera) | C     | Manfred Hofmann   |
|    | Germania (bandiera) | C     | Arthur Leipert    |
|    | Germania (bandiera) | A     | Harry Clasen      |
|    | Germania (bandiera) | A     | Uwe Dretzler      |
|    | Germania (bandiera) | A     | Werner Geberbauer |
|    | Germania (bandiera) | A     | Gerd Gretzler     |
|    | Germania (bandiera) | A     | Helmut Schipper   |

## Organigramma societario
Area tecnica
- Allenatore: Heinz Spundflasche
- Allenatore in seconda:
- Preparatore dei portieri:
- Preparatori atletici:
- Analisi video:

## Calciomercato

### Sessione estiva
| Acquisti | Acquisti      | Acquisti    | Acquisti |
| R.       | Nome          | da          | Modalità |
| -------- | ------------- | ----------- | -------- |
| D        | Heinz Ladewig | Bremerhaven |          |

| Cessioni | Cessioni | Cessioni | Cessioni |
| R.       | Nome     | a        | Modalità |
| -------- | -------- | -------- | -------- |

## Risultati

### Oberliga nord

#### Girone di andata
| Arbitro: | W. Spiewak |

|  |           |          |
|  | Marcatori | 47’ Moll |

| Arbitro: | W. Zimmermann |

|                      |           |              |
| Haack 12’ Werner 30’ | Marcatori | 13’ Dretzler |

| Lubecca 2 settembre 1962 3ª giornata | Lubecca  | 0 – 0 referto | Bremerhaven | Stadion an der Lohmühle (6 000 spett.)\| Arbitro: \| Beilecke \| |
| Arbitro:                             | Beilecke |               |             |                                                                  |

| Arbitro: | Schulenburg |

|                         |           |              |
| Greif 38’ Martinsen 78’ | Marcatori | 28’ Dretzler |

| Arbitro: | Wilkens |

|                           |           |                              |
| Gretzler 80’ Schipper 81’ | Marcatori | 27’ Howind 76’ (aut.) Thomes |

| Arbitro: | E. Skuballa |

|                |           |                                             |
| Blume 11’, 44’ | Marcatori | 30’ (rig.) Clasen 54’ Schipper 62’ Gretzler |

| Arbitro: | Horstmann |

|                                    |           |                           |
| Clasen 7’, 37’ (rig.) Schipper 77’ | Marcatori | 29’ Wellnitz 73’ Framheim |

| Arbitro: | H. Herden |

|             |           |  |
| Iwanzik 61’ | Marcatori |  |

| Arbitro: | W. Spiewak |

|                          |           |                         |
| Schülke 27’ Schipper 40’ | Marcatori | 7’ Meß 14’, 57’ Schmidt |

| Arbitro: | W. Zimmermann |

|  |           |                         |
|  | Marcatori | 58’ Clasen 86’ Schipper |

| Arbitro: | D. Basedow |

|                |           |                                 |
| Mittrowski 22’ | Marcatori | 30’ Gretzler 50’ (aut.) Kettler |

| Arbitro: | K. Picker |

|                                        |           |                                     |
| Dretzler 3’ Gretzler 25’ Ambrosius 61’ | Marcatori | 8’ Winkelmann 46’ Klose 53’ Hufgard |

| Arbitro: | R. Seekamp |

|            |           |                      |
| Presche 5’ | Marcatori | 62’ (rig.) Ambrosius |

| Arbitro: | Peschke |

|  |           |           |
|  | Marcatori | 63’ Hänel |

| Arbitro: | E. Sturm |

|                                             |           |              |
| Haecks 18’, 38’, 49’ Hehl 34’ Osterhoff 80’ | Marcatori | 54’ Schipper |

#### Girone di ritorno
| Neumünster 9 dicembre 1962 16ª giornata | Neumünster  | 0 – 0 referto | Lubecca | VfR-Stadion (1 500 spett.)\| Arbitro: \| Schulenburg \| |
| Arbitro:                                | Schulenburg |               |         |                                                         |

| Arbitro: | Beilecke |

|                                       |           |            |
| Gretzler 2’ Schipper 26’ Dretzler 67’ | Marcatori | 36’ Bayerl |

| Arbitro: | K. Ohmsen |

|              |           |                           |
| Schipper 89’ | Marcatori | 38’ Heiser 67’ Kellermann |

| Arbitro: | H. Herden |

|                                          |           |  |
| Winkelmann 33’ Zimmermann 45’ Graber 83’ | Marcatori |  |

| Arbitro: | E. Schäfer |

|             |           |                        |
| Schülke 85’ | Marcatori | 2’ Mrosla 71’ Schößler |

| Arbitro: | Strohdreß |

|                                                             |           |               |
| Hänel 9’ Meyer 14’, 55’, 89’ Thun 59’ (rig.) Schimeczek 90’ | Marcatori | 50’ Ambrosius |

| Arbitro: | Wilkens |

|                             |           |             |
| Geberbauer 19’ Gretzler 68’ | Marcatori | 45’ Pokropp |

| Lubecca 10 febbraio 1963 23ª giornata               | Lubecca   | 1 – 0 referto | Osnabrück | Stadion an der Lohmühle (4 500 spett.) |
| \| \| \| \| \| Wöbker 30’ (aut.) \| Marcatori \| \| |           |               |           |                                        |
|                                                     |           |               |           |                                        |
| Wöbker 30’ (aut.)                                   | Marcatori |               |           |                                        |

| Arbitro: | H. Lutz |

|                  |           |              |
| Neudorf 60’, 75’ | Marcatori | 26’ Dretzler |

| Arbitro: | K. Ohmsen |

|            |           |                                          |
| Clasen 11’ | Marcatori | 34’, 88’ Elfert 47’, 52’, 70’, 73’ Ulsaß |

| Arbitro: | E. Sturm |

|                                                        |           |  |
| Voß 19’, 61’ Planetta 47’, 54’ Jordan 49’ Pörschke 77’ | Marcatori |  |

| Arbitro: | K. Ohmsen |

|            |           |                               |
| Clasen 52’ | Marcatori | 16’ Greif 73’ Koll 82’ Boyens |

| Bremerhaven 31 marzo 1963 28ª giornata | Bremerhaven | 0 – 0 referto | Lubecca | Zollinland (2 500 spett.)\| Arbitro: \| Strohdreß \| |
| Arbitro:                               | Strohdreß   |               |         |                                                      |

| Arbitro: | Horstmann |

|                                       |           |                                                             |
| Schipper 25’ Schülke 31’ Gretzler 58’ | Marcatori | 41’ Dörfel 59’ (rig.) Werner 84’ Wulf 88’ Reuter 89’ Seeler |

| Arbitro: | D. Basedow |

|                      |           |              |
| Moll 52’ Gerwien 62’ | Marcatori | 73’ Schipper |

## Statistiche

### Statistiche di squadra
| Competizione  | Punti | In casa | In casa | In casa | In casa | In casa | In casa | In trasferta | In trasferta | In trasferta | In trasferta | In trasferta | In trasferta | Totale | Totale | Totale | Totale | Totale | Totale | DR  |
| Competizione  | Punti | G       | V       | N       | P       | Gf      | Gs      | G            | V            | N            | P            | Gf           | Gs           | G      | V      | N      | P      | Gf     | Gs     | DR  |
| ------------- | ----- | ------- | ------- | ------- | ------- | ------- | ------- | ------------ | ------------ | ------------ | ------------ | ------------ | ------------ | ------ | ------ | ------ | ------ | ------ | ------ | --- |
| Oberliga nord | 20    | 15      | 4       | 3       | 8       | 23      | 32      | 15           | 3            | 3            | 9            | 14           | 33           | 30     | 7      | 6      | 17     | 37     | 65     | -28 |
| Totale        | 20    | 15      | 4       | 3       | 8       | 23      | 32      | 15           | 3            | 3            | 9            | 14           | 33           | 30     | 7      | 6      | 17     | 37     | 65     | -28 |

### Andamento in campionato
| Giornata  | 1  | 2  | 3  | 4  | 5  | 6  | 7  | 8  | 9  | 10 | 11 | 12 | 13 | 14 | 15 | 16 | 17 | 18 | 19 | 20 | 21 | 22 | 23 | 24 | 25 | 26 | 27 | 28 | 29 | 30 |
| --------- | -- | -- | -- | -- | -- | -- | -- | -- | -- | -- | -- | -- | -- | -- | -- | -- | -- | -- | -- | -- | -- | -- | -- | -- | -- | -- | -- | -- | -- | -- |
| Luogo     | C  | T  | C  | T  | C  | T  | C  | T  | C  | T  | T  | C  | T  | C  | T  | T  | C  | C  | T  | C  | T  | C  | C  | T  | C  | T  | C  | T  | C  | T  |
| Risultato | P  | P  | N  | P  | N  | V  | V  | P  | P  | V  | V  | N  | N  | P  | P  | N  | V  | P  | P  | P  | P  | V  | V  | P  | P  | P  | P  | N  | P  | P  |
| Posizione | 10 | 13 | 13 | 13 | 14 | 10 | 10 | 10 | 11 | 9  | 9  | 8  | 8  | 11 | 12 | 11 | 8  | 10 | 10 | 12 | 13 | 14 | 12 | 13 | 14 | 16 | 16 | 16 | 16 | 16 |

Legenda:

Luogo: C = Casa; T = Trasferta. Risultato: V = Vittoria; N = Pareggio; P = Sconfitta.

### Statistiche dei giocatori
| K. Alves      | 16 | 0  | 0 | 0 |
| P. Ambrosius  | 17 | 3  | 0 | 0 |
| J. Brinckmann | 21 | 0  | 0 | 0 |
| H. Clasen     | 26 | 6  | 0 | 0 |
| U. Dretzler   | 21 | 5  | 0 | 0 |
| W. Geberbauer | 5  | 1  | 0 | 0 |
| G. Gretzler   | 27 | 7  | 0 | 0 |
| W. Henke      | 3  | 0  | 0 | 0 |
| H. Hermann    | 0  | 0  | 0 | 0 |
| M. Hofmann    | 21 | 0  | 0 | 0 |
| H. Ladewig    | 23 | 0  | 0 | 0 |
| A. Leipert    | 19 | 0  | 0 | 0 |
| W. Lindemann  | 29 | 0  | 0 | 0 |
| R. Meyer      | 11 | 0  | 0 | 0 |
| J. Peterson   | 2  | 0  | 0 | 0 |
| H. Schipper   | 24 | 10 | 0 | 0 |
| W. Schröder   | 22 | 0  | 0 | 0 |
| W. Schülke    | 23 | 3  | 0 | 0 |
| D. Stegmann   | 14 | 0  | 0 | 0 |
| K. Thomes     | 6  | 0  | 0 | 0 |